# Die Wirtin von Maria Wörth
Pour plus de détails, voir Fiche technique et Distribution.
Die Wirtin von Maria Worth (titre français : L'Aubergiste du lac Wörther) est un film autrichien réalisé par Eduard von Borsody, sorti en 1952.

## Synopsis
Franzl est la propriétaire de l'hôtel du lac. Ses filles jumelles voudraient que la veuve se marie à un jeune Américain. Dans le même temps arrive à Maria Wörth une lettre énigmatique d'Amérique qui crée une certaine confusion. La propriétaire tombe amoureuse de l'Américain et ses filles jumelles aident à réunir le couple. Enfin, il s'avère que l'Américain est l'auteur de la lettre.

## Fiche technique
- Titre : Die Wirtin von Maria Worth
- Réalisation : Eduard von Borsody assisté de Hermann Lanske
- Scénario : Eduard von Borsody, Joachim Wedekind, Fritz Böttger (de)
- Musique : Hans Lang
- Direction artistique : Gustav Abel
- Photographie : Walter Riml
- Son : Erwin Jennewein
- Montage : Raimund Warta
- Production : Eduard Hoesch (de)
- Société de production : Donau-Filmproduktion Eduard Hoesch
- Société de distribution : Union-Film
- Pays de production :  Autriche
- Langue : allemand
- Format : Noir et blanc - 1,37:1 - mono - 35 mm
- Genre : Romantique
- Durée : 86 minutes
- Dates de sortie :
  - Allemagne : 28 novembre 1952.
  - Autriche : 5 décembre 1952.
  - France : 17 juillet 1953[1].

## Distribution
- Maria Andergast : Franzl, aubergiste de l'hôtel du Wörthersee
- Isa Günther : Isa
- Jutta Günther : Jutta
- Harald Maresch : Fred Miller alias Fritz Deurtinger
- Mady Rahl : Lilo
- Rudolf Carl : Le bourgmestre Alois Kögerl
- Else Rambausek : Gretl Kögerl
- Michael Toost (de) : Engelbert Waso
- Ludwig Schmidseder : Angermüller, le pharmacien
- Joseph Egger : Seppl, le facteur
- Erich Dörner : Köhler, l'instituteur
- Karl Hruschka : Fingerl, le tailleur
- Johannes Roth : Lederer, le coiffeur
- Trate Servi : Zenzi, la femme de ménage